# Филоктет
Филоктет (на гръцки: Φιλοκτήτης) в древногръцката митология е син на цар Поянт, владетеля на Мелибея в Тесалия и Демонаса. Той бил един от претендентите за ръката на Хубавата Елена и участник в похода на аргонавтите и Троянската война.
По пътя към Троя Филоктет е ухапан от змия на остров Хриси (на гръцки: Χρύση) и тъй като раната му загнояла и миришела ужасно, той бива изоставен на о-в Лемнос в тежки мъки цели 10 години, докато не станал отново нужен на гърците.
Според митовете Филоктет, като приятел и оръженожец на Херкулес, бил опитен стрелец с лък. На него умиращият Херкулес подарил своя лък, с непропускащите целта си стрели. След като гадателят Калхант (или плененият троянец Елен) казал, че без лъка и стрелите на Херкулес, с които Троя била превземана вече веднъж, не може да бъде превзета сега, Одисей и Диомед (по други версии – Неоптолем) отишли на Лемнос за Филоктет. В ахейския лагер Филоктет бил дълбоко приспан от Аполон и в съня си, благодарение на лекаря Махаон, излекуван от раната. Когато от неговата стрела загинали много троянци, включително Парис и Троя паднала, Филоктет се върнал в Мелибея, но жителите на града въстанали срещу него и той отплавал за Италия, където основал Петилия (в Калабрия) и Кримиса, и построил храм в чест на Аполон Странник, на когото посветил своя лък.
Филоктет загива в борбата с прибиваващите в Италия родосци; гробът му бил в Макала, където се намирало и неговото светилище. Филоктет участвал и в похода на аргонавтите. До наше време цяла е достигнала трагедията на Софокъл „Филоктет“, в което поетът разказва история за избавлението на Филоктет от самотното съществуване на Лемнос.